# Casalini
Casalini S.r.l. je italská automobilka, která sídlí v Piacenze. Založil ji v roce 1939 Giovanni Casalini. Původně se zabývala výrobou mopedů a motorových tříkolek, od roku 1969 rozšířila svůj program na miniautomobily. V roce 1971 uvedla na trh svůj komerčně nejúspěšnější model Sulky: tříkolový vůz dlouhý 240 cm a vybavený dvoutaktním motorem. Od roku 1994 přešla firma v důsledku nařízení Evropské unie 92/61 CE na výrobu automobilů se čtyřmi koly, existuje také nákladní varianta Sulky truck. Rámy vozů jsou ocelové a kapoty se vyrábějí z kompozitních materiálů, motory dodává firma Mitsubishi. Od roku 2011 využívají vozy Casalini technologii ABS.